# Огранович, Аполлон Сергеевич
Аполло́н Серге́евич Ограно́вич (23 мая 1942 — 3 марта 2019, Львов) — советский и украинский архитектор.

## Биография
Родился в семье юриста Сергея Михайловича Ограновича, сына М. П. Ограновича (1848—1904), учредителя первого санатория в Крыму.
В 1945 году семья переехала во Львов.
Осенью 2012 года посетил Елабугу, где участвовал в мероприятиях, посвящённых 200-летию Бородинского сражения, и передал в дар музею Н. А. Дуровой хранившийся в семье чубук, принадлежавший Н. А. Дуровой, с которой он состоял в дальнем родстве.
Похоронен 6 марта во Львове.

### Семья
Жена — Мария (Марта) Теодозиевна.

## Творчество
Автор многих памятников во Львове и Львовской области. В числе его работ:
- Монумент боевой славы Советских Вооружённых Сил (Львов, 1970)[1][2] — в соавторстве с М. Д. Вендзиловичем; скульпторы Д. П. Крвавич, Э. П. Мисько, Я. Н. Мотыка, художник-монументалист А. П. Пирожков. Монумент демонтирован в декабре 2018 — марте 2019.
- Памятник «Слава труду» (Радехов, 1973); скульптор Я. И. Чайка[1][2].
- Проект реконструкции главной почты[укр.] на улице Словацкого[укр.] (Львов, 1973—1975, реализован не полностью)[1][2].
- Памятник погибшим землякам (Смыков, Сокальский район; 1974)[1]; скульптор В. П. Одреховский.
- Памятник подвигу советских медиков во время Второй мировой войны (Львов, улица Пекарская, 52; 1975); скульптор И. Ю. Кушнир[укр.][1][2].
- Проект реконструкции улицы Коперника (Львов, 1977)[2].
- Комплексный план политического, архитектурно-художественного и светового оформления Львова (1979, в соавторстве) — первый подобный план на Украине и получил премию[1].
- Надгробный памятник Ирине Вильде на Лычаковском кладбище[1]; скульптор Т. М. Брыж.
- Мемориальная доска в память демонстраций апреля 1936 года во Львове (Львов, улица Саксаганского[укр.]); скульптор Т. М. Брыж.
- Памятный знак «50-летие воссоединения украинских земель» (Львов, улица Дзержинского[укр.]; 1989); скульптор А. В. Галян[укр.]. Демонтирован в начале 1990-х годов[1].

## Награды и премии
- Государственная премия УССР имени Т. Г. Шевченко (1972) — за монумент Боевой славы советских вооружённых сил во Львове

## Комментарии
1. ↑  По другим данным[1] — 4 марта 2019.
2. ↑  Пётр Корнеевич Огранович, прадед А. С. Ограновича, приходился двоюродным братом бабушке Надежды Андреевны Дуровой[3].